# Шейх Али-хан
Ше́йх Али́-ха́н, также Ше́йх-Али́, Ше́йх Али́ Ага́ или Ши́х-Али́-ха́н (азерб. Şeyxəli xan Qubalı; 1778, Куба —1821/25 мая 1822, Балахани) — последний правитель Дербентского и Кубинского ханств. Активный участник двух Русско-персидских войн 1796 и 1804—1813 годов на стороне Каджарского Ирана, а также Кавказской войны.
В юном возрасте унаследовал крупное и влиятельное феодальное государство, построенное его отцом Фатали-ханом. Был пленён после взятия Дербента русскими войсками в 1796 году, однако впоследствии сбежал из плена и вернулся к власти. На протяжении нескольких десятилетий вёл войну с Россией на Восточном Кавказе, получая поддержку из Ирана. Умер в 1820-х годах в подполье.

## Происхождение

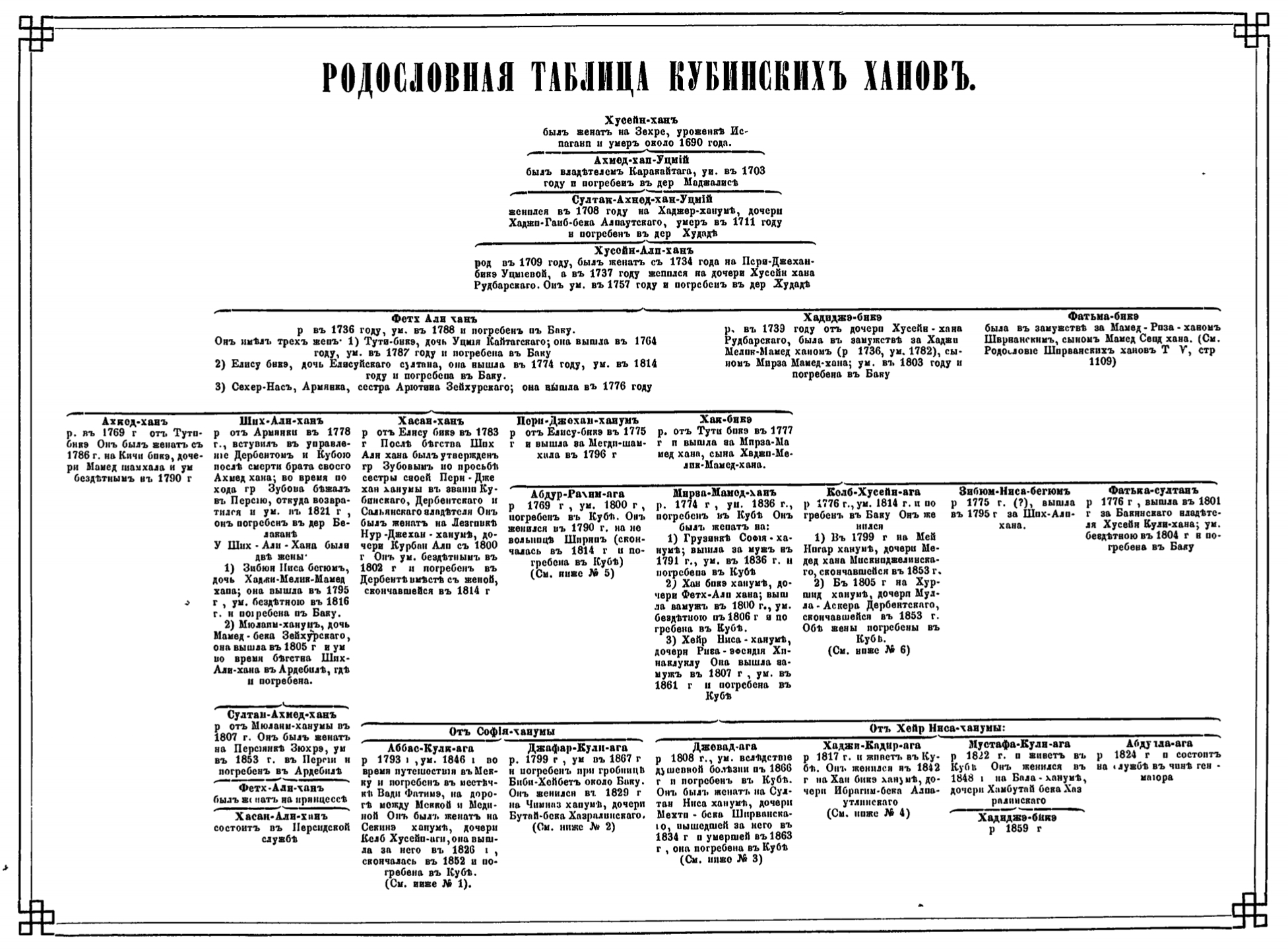
Родословная кубинских ханов, составленная закавказским муфтием Хаджи-Хамидом-эфенди по данным потомков ханов. 1875 год.

Шейх Али-Хан был сыном Фатали-хана, принадлежащего к роду кубинских ханов. Мать Али-Хана звали Сехер-нас, в некоторых русских документах её называют армянкой в других —грузинкой. Русская писательница Варвара Бакунина, бывшая свидетельницей взятия Дербента, по её словам, видела Шейх-Али-хана. Она описала его как «юношу лет семнадцати, среднего роста, с тонкими чертами лица и еврейским типом (мать его была еврейка), но белокурого, что между азиатами встречается редко».
Со стороны бабушки — матери Фатали-хана — он был правнуком уцмия Ахмед-хана. Ага-Мухаммад, шах Персии, именовал Шейх-Али-хана кубинского своим родственником.

## Военная биография

### Начало правления
Военная карьера Шейх-Али начинается с Сальян ещё в 13-летнем возрасте: это владение Кубинского ханства было захвачено сыном прежнего сальянского правителя и старший брат Шейх-Али, Ахмед-хан, правивший в Кубе, послал Шейх-Али отбить владение обратно с тысячей воинов. С помощью русских рыбопромышленников, десант Шейх-Али ворвался в Сальяны и изгнал противников.
Шахзаде Шейх-Али-хан унаследовал престол от своего старшего брата Ахмед-хана в 1790 году в возрасте 13-ти лет. В начале правления Али совершает поход в Баку, чтобы утвердить там своего двоюродного брата во власти, но акция не вполне удалась.
В 1794 году Шейх-Али-хан вступает в борьбу за Ширван в союзе с ханом Шеки. Али «со своим войском из Дагестана» осадили правителя Ширвана Мустафу в Ахсу, но осада затянулась. Это вкупе с дождливой погодой привело к тому, что его войска сами начали расходиться. Когда армия стала небоеспособной, осаждённые устроили удачную вылазку, благодаря чему, сняв осаду, Шейх-Али расстался со своими союзниками и уехал в Кубу.
Вскоре на кубинскую деревню Зейхур напал казикумухский хан Сурхай II, против которого Шейх-Али-хан собрал войска. В итоге оба, благодаря вмешательству уцмия и табасаранских владельцев, пришли к миру в деревне Койсу.

В 1795 году иранский шах решил двинуть свои войска через Дагестан, захватив в том числе и Дербент. После этого Шейх-Али-хан обратился к русской императрице Екатерине II с просьбой прислать войска. Императрица дала указание на поход войск под командованием Зубова. Однако впоследствии Шейх-Али-хан резко сменил политическую ориентацию на Иран. Он принял предложения России о военном союзе. Русские приняли решение захватить Дербент.

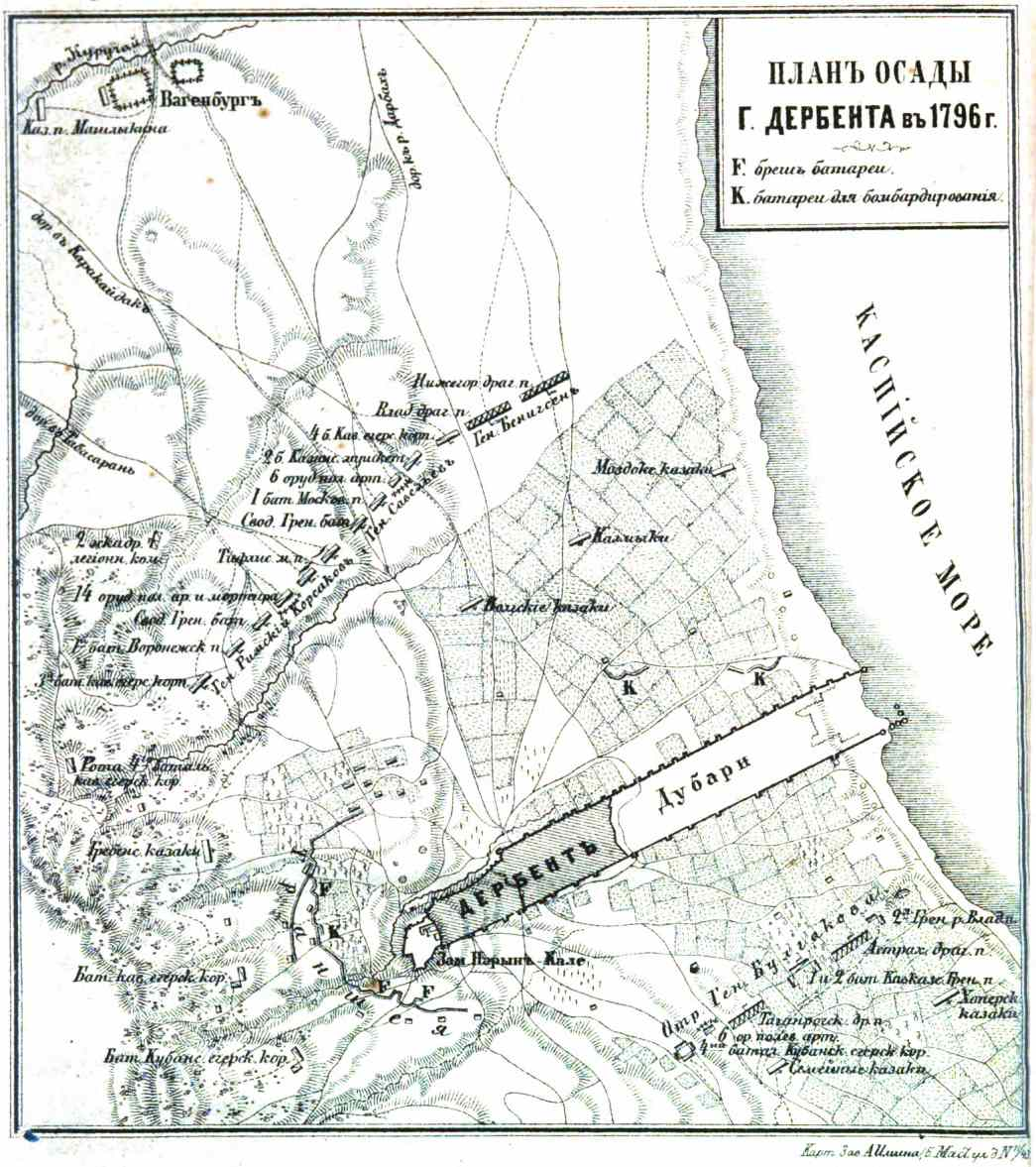
План осады Дербента русскими войсками

Уже в 1796 году началась война России против Ирана. Молодой хан изначально полагался на поддержку Каджарского Ирана. В мае того же года русские начали штурм Дербента. Шейх-Али-хан, несмотря на то, что «жители требовали сдачи города», надеясь на иранскую помощь, решил оказать сопротивление. Но город был взят, хан был пленён и низложен с должности. После пленения правительницей Дербента стала его сестра Пери-Джахан-ханум, сторонница прорусской ориентации. Кубинским ханом был назначен Вали-бек, дядя Шейх-Али.
В 1806 году Дербентское владение было окончательно присоединено к России и титул хана был упразднён. Управление ханством, за исключением самого города Дербента, было передано тарковскому Мехти-шамхалу, женатому на сестре свергнутого Шейх-Али-хана, Пери-Джахан-Ханум. Одновременно Дербент перешёл в ведение военного коменданта.

### После пленения
Во время похода русских в Шемаху Али-хану недалеко от Кубы удалось бежать из-под караула конвойной команды, состоявшей из 200 донских казаков. За ним гнались на протяжении «более 25 вёрст», но не могли догнать в неизвестных для русских горных местах. Семья ждала Али-хана в Будухе, оттуда он перебрался в Ахты и Мискинджи. Позже Али-хан бежал в Иран, затем вернулся на Кавказ.
Тем временем по внушению графа Зубова Пери-Джахан-Ханум поехала в Кубу и пригласила скрывавшегося в горах своего младшего брата Хасан-бека для возведения его в ханский сан вместо Вали-бека. Там его признали «владетельным ханом Кубинским». Однако, боясь мести своего старшего брата, Хасан вынужден был уйти из Кубы в Дербент, что сделала и их сестра. Позже он «с матерью поехал в Тарки к шахмалу просить его защиты».
После Дербента русские войска двинулись захватывать Кубу.
Установив связь с Сурхаем II Казикумухским, Шейх-Али-хан перебросил свою семью в Кумух, а сам с помощью Сурхая набрал армию в 10 тысяч, подступил к деревне Алпан у Кубы и уничтожил русский батальон с несколькими орудиями. На другой день хан понёс поражение от Булгакова. Войска Сурхая и Али-хана были оттеснены к Самуру и сжаты с двух сторон. Сурхай сдался и принёс присягу, из-за чего выслал Шейх-Али-хана из Кумуха.
Основная тактика Шейх-Али-хана и Сурхай-хана для борьбы с Россией заключалась в заманивании русских отрядов в ущелья и леса, после чего шла быстрая атака.

### Возвращение к власти
После того, как русские войска ушли из Дагестана в 1797 году, Шейх-Али-хан, выехав из Кумуха, поселился в Дербенте и вступил в права хана Дербента и Кубы.
Собрав войско из своих людей, а также наняв до 4 тысяч даргинцев, в 1798 году, хан вторгся в Сальянское владение и взял его. Но Шейх-Али, «совершив ряд грехов», восстановил против себя население и вернулся в Дербент.
В Дербенте Шейх-Али сильно заболел, ожидалось, что он умрёт. Случившимся воспользовался Сурхай, который двинулся завоёвывать Кубинское ханство. Он послал сына Нух-бека с войском в Кубу, те обманули горожан, будто прибыл прежний кубинский хан Хасан-бек, брат Шейх-Али, проживавший в Кайтаге. Поверив этому, горожане ввели их, и тогда Нух-бек вступил в управление. Пробыв у власти около полутора месяцев, Нух-бек и Сурхай-хан, который был в Кулларе, вернулись в свои владения, так как Шейх-Али-хан, попросив помощи у шамхала и наняв даргинцев, стянул в Кубинский уезд до десяти тысяч войск и, отправившись за ними, сразился с Сурхай-ханом и рассеял его войско. После кровавой битвы Сурхай бежал, а Шейх-Али-хан дал разграбить имущество и баранту кюринских селений, расположенных ниже Кабира, и вернулся с войском в свой край.
В 1799 году Шейх-Али-хан вступает в подданство России, ему был пожалован чин 3 класса. Он, как вскоре выяснилось, вёл двойную игру. Внешне придерживаясь русской ориентации, тайно вёл переговоры с Персией и Турцией. Хан сделал вид, что изменил внешнеполитическую ориентацию, и благодаря этому сумел сохранить за собой Кубинское ханство.
Весной 1800 года, будучи в сговоре, кази-кумухский Сурхай-хан, кайтагский уцмий Рустам-хан, табасаранский Рустам-кадий и высокопоставленные дербентские чиновники вызвали бывшего в Кайтаге брата Шейх-Али — Хасан-бека — и объявили его ханом в Дербенте. Дербентские старейшины, недовольные Шейх-Али-ханом, оказали новому хану почести. При этом сразу после назначения хана в окружении Хасана началась борьба между собой, вызвавшая беспорядки. Тарковскому правителю Мехти-шамхалу были отправлены гонцы с просьбой навести порядок в Дербенте, после чего тот 9 мая вместе с акушинцами двинулся на город, с юга наступление начал Шейх-Али-хан с отрядами ханов Шеки, Шемахи и Баку. Уцмий и табасараский кадий закрепились в Дербенте. Не желая войны, отвели свои отряды уцмий и тарковский шамхал, который заявил, что шёл лишь мирить кубинских братьев. Шейх-Али-хан осадил Дербент, обороняемый отрядом Рустам-кадия. После 12-дневной осады, Шейх-Али-хан увидел, что завладеть Дербентом невозможно, распустил своё войско и вернулся в Кубу.
Будучи в Кубе, хан сильно заболел, распространился ложный слух, что он умер. Сурхай с некоторым своим войском поспешно двинулся захватить Кубу. Он разгромил кубинский отряд у села Аных, но, достоверно узнав, что Шейх-Али-хан жив и выздоравливает, вернулся обратно, чтобы впоследствии выгнать Шейх-Али из Кубы «на законном основании».
Взяв Хасан-бека с собой и обещав ему власть в Кубинском ханстве, Сурхай с большими силами опять вступил во владения Шейх-Али. Шейх-Али не был в состоянии оборонять Кубу, ситуацию спасла его жена Зибониса-бегим, отправив от себя письмо Сурхай-хану с угощениями и напомнив, как в 1796 году, скрываясь в Кумухе, она была принята Сурхаем как родная дочь. Поддавшись на уговоры, Сурхай ушёл.
Не простив брату предательства, Шейх-Али внезапно устроил набег на Дербентское ханство, захватил деревни и перегнал жителей в Кубу, оставив Хасан-беку голодный город среди пустых полей.
Согласно донесениям, в феврале 1801 года Шейх-Али, взяв 1500 наёмников-горцев, ночью атаковал Дербент, но безуспешно.
В августе 1801 года от российского императора дагестанским и азербайджанским владельцам пришли именные рескрипты, где предписывалось составить между собой союз, вследствие чего было достигнуто перемирие между Шейх-Али и братом: Шейх-Али передавал брату Дербент с улусами, а Хасан-бек в ответ признавал его старшинство, то есть свой вассалитет.

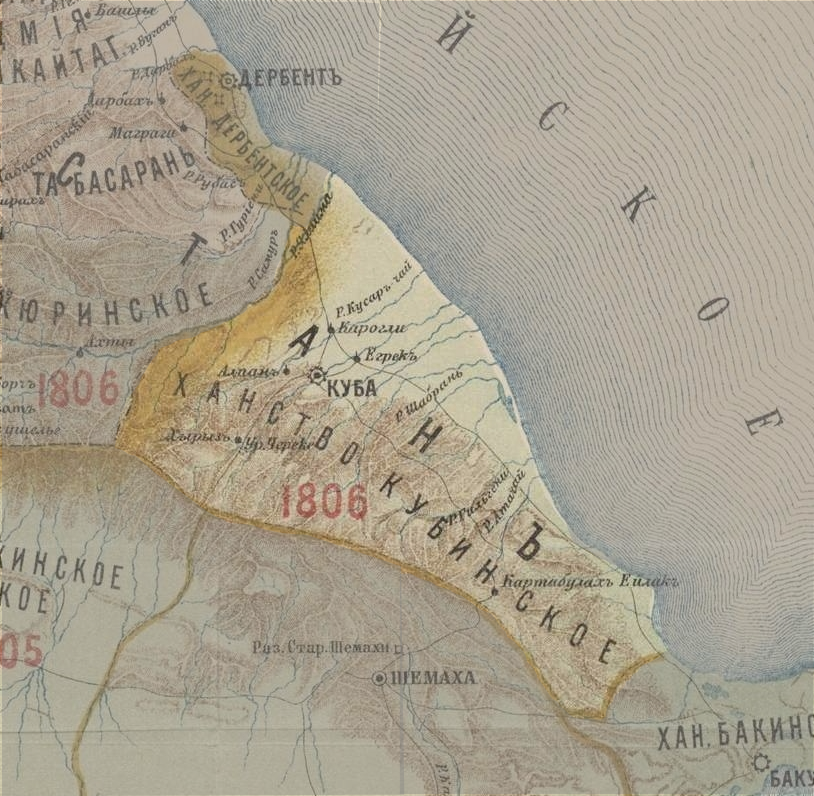
Кубинско-Дербентское ханство в границах 1806 года

В июне 1802 года умирает Хасан-бек, и уже в 1803 Шейх-Али снова установил власть в Дербенте, воссоединив его со своим ханством, но в 1806 году пророссийски настроенные дербентцы снова восстали против хана.
В 1805 году Шейх-Али сообщал акушинскому и цудахарскому кадиям о намерении воевать против гяуров и писал, что прибыли гонцы шаха Персии «с известиями, с уверением нас и вас о больших милостях и с предложением, чтобы мы отправили к шахскому двору избранных людей, а потому сообщаем вам это известие на тот конец, чтобы и вы прислали лучших людей, дабы с нашими людьми отправиться ко двору шаха».

### Борьба против России
3 октября 1806 года русские войска взяли без боя Баку, после чего двинулись на Кубу. При подходе к городу войск, возглавляемых генералом Булгаковым, Шейх-Али-хан выступил с просьбой о прощении и приведении его к присяге. Куба была захвачена без боя, а Шейх-Али-хан отстранён от управления. Ему разрешили проживать в своей деревне безвыездно. После этого Шейх-Али за 20 дней набрал из даргинцев и иных горцев «около 10000 отборных людей». Это вызвало недоверие и беспокойство со стороны русских. Он вместе со своими сторонниками бежал к Сурхай-хану Казикумухскому.
Вскоре в этом же году хан со своим войском вернулся в Кубу, однако его разбили русские войска у деревни Сархи. Шейх Али-хан бежал в Табасаран к своему зятю Абдулла-беку Ерсинскому.
В январе 1809 года, после неоднократных отказов русским властям приехать в Тифлис и дать присягу России, хан прибыл в Акушу, где был созван съезд Акуша-Дарго и других даргинских вольных обществ. На этом съезде он просил вместе выступить против русских войск в Дагестане. Акушинцы, отправив приглашения мехтулинцам, усишинцам и цудахарцам и собрав до 10 000 солдат, двинулись с Шейх-Али-ханом через Табасаран в Кубу. В феврале русские сообщали, что Шейх-Али и акушинцы расположились в кубинских деревнях.
В апреле 1809 года Шейх-Али и Сурхай встретились и заключили мир, договорившись вместе напасть на Кубинское ханство. 12 апреля они устроили поход.
В том же году часть ширванского населения угнала баранту жителей Кубинского уезда. За это Шейх-Али-хан повёл войско, ограбил скот и имущество некоторых селений Ширвана и вернулся. В ответ ширванский хан Мустафа-Хан, взяв своё и русское войско во главе с полковником Тихоновским выступил на завоевание Кубы. Когда они подступили к городу, влиятельные лица явились к полковнику и Мустафа-Хану и заявили им, что они подчинятся России. В то время Шейх-Али-хан ушёл из Кубы в Табасаран к своему зятю Абдулла-Беку, сыну Рустам-Кади, пробыл там несколько дней, отправился в Акуша-Дарго, нашёл там в течение сорока дней до 5 тысяч человек даргинцев себе в помощь и с ними снова завладел Кубинским ханством, кроме города Кубы, оставшейся под русским контролем. Тогда бывший в Баку генерал-майор Гурьев прибыл с большими силами сразился с Шейх-Али-ханом около крепости Шабран и разбил его, причём Шейх-Али-хан вторично бежал, а его войско после значительных потерь ушло на родину в даргинские земли. Шейх-Али укрылся у своего зятя в Ерси.
Из Табасарана Шейх-Али устраивал набеги и атаки на русские посты. Для поддержки его деятельность шла материальная помощь от иранского шаха.
В сентябре 1809 году во владениях Сурхая состоялся съезд, на котором также были Шейх-Али и акушинские старейшины. На нём они решили через 10 дней напасть на Кубу. Шейх-Али достиг успехов. После некоторых сражений войско Шейх-Али окружило Кубу. Русский отряд, которым командовал генерал Репин, 13 августа 1810 года у реки Гильгиль-чай встретился с войском Шейх-Али. В ходе сражения русские были вынуждены отступить. Весть о победе Шейх-Али увеличивала его влияние, антироссийское восстание в регионе увеличивалось. В ответ на это русское командование признало Шейх-Али кубинским ханом и отдала Кубу и окружные сёла. Сообщалось, что в августе 1810 года, что жители Кубы и местные беки перешли к Шейх-Али и что с ним были «разные дагестанские народы». Но вскоре русским пришло крупное подкрепление и 4 октября они во главе с полковником Лисаневым у кубинской деревни Эрпели одержали победу над Шейх-Али. Хан отступил в Ерси. В октябре 1810 года отряд Лисанова атаковал Ерси и заставил Шейх-Али бежать вглубь Дагестана.
В конце 1810 года планировалось очередное выступление горцев. Было решено выступить в поход в апреле 1811 года. Согласно некоторым сообщениям, «акушинцев и других горцев» набралось 19 000. По плану они хотели пойти через Кайтагские земли в Табасаран и далее к Дербенту. В июне были заняты Табасаранские владения. По рекомендации Сурхая, акушинцы старались, заняв Табасаран, разбить русских, стоявших на границах Кузикумухского и Кубинского владений, а затем ворваться в Кубинское ханство.
В октябре 1811 года Шейх-Али с акушинцами, дженгутаевским Хасан-ханом и людьми аварского хана появился в Табасаране.
Собрав в Акуше трёхтысячный отряд всадников, Шейх-Али пошёл в Табасаран, взял с дербентско-кубинским отрядом Хучни и начал готовить план удара на Кубу. Сурхай тем временем вёл двойную игру, показывая лояльность России, получая деньги и обещания из Ирана и тайно поддерживая Шейх-Али.
В этот период на Кавказе антирусским владельцам выделялось немало персидских денег. Шейх-Али получил от Аббас-Мирзы много денег и подарков, чтобы он склонил дагестанцев восстать против России. Шейх-Али ездил по аулам Дагестана с требованием, «чтобы из каждых двух домов один человек готов идти был к Шейх-Али, а который не послушает, у того дом разорят и имение отнято будет».
Русским стало известно о планах и наращивании сил Сурхая и Шейх-Али. Двинувшийся русский отряд, дойдя до Самура, даже не встретив противника, запросил поддержку из Дербента. Так они простояли несколько месяцев и наблюдали, как был захвачен Табасаран. После послания командующих командир отряда решился перейти Самур. В ноябре 1811 года у Аджинахура отряд был разбит, он отступил с большими потерями.
«Это памятка на будущее. Шайхали-хан собрал громадное количество войск Дагестана из округов Акушинского, Цудахарского и Даргинского. Они пришли в вилаят Кюрэ и вступили в совет с благородным эмиром Сурхай-ханом. Упомянутый эмир согласился и отправил свои полки, сделав их повелителем своего сына Нух-бека. Они перешли реку Самур и осели в селении Джаба (Джибир), где пробыли два дня. Затем на третий день на них пришли неверующие. Они сражались с этими неверующими с рассвета и до заката солнца. Войска неверующих были разбиты, из числа их они убили семьсот вооруженных мужей, а их оружие и их коней разграбили. Неверующие возвратились затем в селение Зейхур, где оставались в течение пятнадцати дней. Шайхали-хан из селения Джаба пошел затем к селению Рустав. К упомянутому селению из Ширвана прибыл проклятый [враг] и они имели там большое сражение. В благословенном месяце зу-л-хиджа 1227 года полки мусульман были разбиты».
В декабре 1811 года Шейх-Али в союзе с акушинским кадием Абубекром и сыном Сурхай-хана II Нух-беком двинулись с войском до 8000 человек на Кубу, занятую отрядом генерала Гурьева. Они захватили в этом владении все поселения, кроме Зейхура и города Кубы, и вернули их во власть Шейх-Али-хану. Тогда Гурьев, стоявший с русским войском в Зейхуре, выступил оттуда с частью войска в село Джибир и сразился там с отрядом Шейх-Али-хана. Но вследствие плохих дорог, русское войско ничего не могло там сделать, вернулось в Зейхур и встало там, выжидая помощи извне, подобно тому, как и русское войско, находившееся в Кубе, также было заперто и выжидало помощи. На 4 месяца вся остальная территория ханства оказалась в руках Шейх-Али, он также начал строить новую резиденцию и крепость в Крызе. Скоро подошёл отряд полковника Лисаневича с конницей из Ширвана и Нухи и он отогнал осаждающих Кубу. Всеми силами Лисаневич разбил Шейх-Али у села Чичи и преследовал его до Ерси, где разбил его ещё раз, после этого Шейх-Али вместе с табасаранским кадием нашли убежище в Акуша-Дарго.
В это время против хана были направлены русские войска под командованием генерал-майора Хатунцева. К ним присоединился и боровшийся с Шейх-Али отряд Аслан-хана Кази-кумухского. В 1811 году у Рустова (ныне село в современном Губинском районе Азербайджана), бывшего резиденцией Шейх-Али-хана, где он прожил 2 месяца, произошло сражение. По русским данным, бой длился 4 часа. После больших потерь с обеих сторон русские войска разбили Шейх-Али-хана и Нухбека. Шейх-Али оставил на поле боя до тысячи солдат и 30 знамён. В этом сражении был убит акушинский кадий Абубекр.
Сын Сурхая Нухбек отвёл войско в Кюру, и ему на помощь двинулся отец. 2 декабря Хатунцев предложил переговоры, заверив, что вторжения не будет, если Сурхай выдаст Шейх-Али. Сурхай ответил, что выдаст его только в обмен на своего врага Аслан-хана. Условие было невыполнимым, и русские пошли на Кюру. Захватив Курах, они не стали идти дальше на Кумух, куда отступил Сурхай, из-за информации о бушевавшей там чуме.
Шейх-Али перебрался в Сумбатль, затем в Унчукатль к семье. В последующем, Шейх-Али долго скрывался в акушинских сёлах. Видя неудачное для продолжения войны положение, в 1812 году Сурхай и акушинский кадий присягают России. Одним из условий присяги акушинцев было то, что Шейх-Али оставят у них, так как тот был их кунаком и они по обычаям не могли его выдать. Выдать Шейх-Али просили и у Сурхай-хана, но он тоже отказался. Шейх-Али и дальше хотел воевать с Россией, но после присяги акушинцев методов для борьбы уже не осталось.
Хан отправил русскому командованию письмо с просьбой о прощении, однако они отнеслись к нему с недоверием. Ему было предложено жить в Кубе с выплатами 10 рублей серебром в день. Предложение было отвергнуто. Он ответил, что не хочет быть под покровительством России, если ему не возвратят Кубинское ханство.
В 1813 году, по русским сообщениям, Шейх-Али получал крупные подарки от персидского шаха, чтобы он склонил дагестанцев к восстанию, и иногда это у него это получалось.
В 1816 году Алексей Ермолов был назначен управляющим гражданскими частями в Грузии, Астраханской и Кавказской губерниях. Его политика в отношении феодальных правителей была достаточно жёсткой. Вплоть до 1819 года Шейх Али-хан, вытесненный в горы, продолжал партизанскую войну.
В 1818 году Шейх-Али со своим зятем Абдуллой Ерсинским участвовал в Башлынской битве. На четвёртый день осады подчинённые Шейх Али-хана начали отыскивать трупы русских солдат и отрезать «уши и другие члены», набрав целый мешок. После этого отряд Шейх-Али-хана и Абдуллы покинул Башлы и ушёл в Кубу. Как оказалось, впоследствии мешок был вручён послами персидскому шаху Аббас-Мирзе в обмен на деньги для найма войск.
Весной 1819 года дагестанцы решили помочь чеченцам в борьбе против Ермолова, а уцмий Адиль-хан, Сурхай и Шейх-Али взялись отбивать у русских Кюринское и Кубинское ханства. Чтобы этому помешать князь Мадатов вторгся в Табасаран и разбил горские отряды в Хучни. Вскоре он покорил и Кайтаг.
В 1819 году прошёл поход Ермолова в Акушу, в ходе которой прошла победная для России битва у Леваши, где Шейх-Али был одним из руководителей обороны.
После покорения русскими Акуши, хан скрывался в аварском Койсубулинском обществе, в селе Аракани. Впоследствии он пришёл в Акушу, так как он был в долгах и койсубулинцы его притесняли. Акушинский кадий позволил людям Шейх-Али пройти в Дербент для того, чтобы одолжить деньги.
Ермолов требовал от жителей Аракани его выдачи, но безрезультатно. Позже его переселили в Балахани. Точных данных о его смерти нет, однако по некоторым сведениям, он умер либо в 1821 году, либо 25 мая (6 июня) 1822 года. По словам Ермолова, Шейх-Али «умер в боях». Как отмечается в энциклопедии Сытина, «с тех пор в Дагестане наступает период относительного спокойствия, чему также способствовала смерть двух непримиримых врагов России, Ших-Али, бывшего хана кубинского, и Адиль-Гирея, бывшего уцмия каракайтагского».

## Семья
Шейх-Али-хан был женат дважды. Первой женой была Зибюн Ниса-бегюм, дочь Хаджи-Мелик-Мамедхана — хана Баку, которая вышла замуж в 1795 году и умерла бездетной в 1816 году, погребена в Баку. Второй — Мюлаим-ханум, дочь Мамед-бека Зейхурского, которая вышла замуж в 1805 году и умерла во время бегства Шейх-Али-Хана в Ардебиль, где она и погребена. От второй жены в 1807 году родился Султан-Ахмед-хан. Он был женат на персиянке Зюхре и умер в 1853 году в Персии и погребён в Ардебиле. Сын Султан-Ахмед-хана Фетх-Али-хан женился на принцессе, а сын Фетх-Али-хана Хасан-Али-хан состоял на персидской службе.